# Sufet
Die beiden Sufeten waren die obersten Magistrate in phönizischen Städten wie Tyros und insbesondere in Nordafrika auf dem Gebiet der Handelsrepublik Karthago.

## Begriff
Die Wurzel des Wortes „Sufet“ sind die drei Konsonanten Sin, Pe und Tet. Der punische Begriff špṭ, gesprochen šophet oder eher šuphet entspricht dem hebräischen schofet: „Richter“. Die lateinische Entsprechung lautet su(f)fes, pl. su(f)fetes; griechisch βασιλεύς.
Neben dem Begriff βασιλεύς bzw. rex haben die antiken Autoren die Begriffe Konsul, Prätor und meddix tuticus (oskischer Oberbeamter, lat. Übersetzung iudex publicus) verwendet, gelegentlich auch die mehr der ursprünglichen Bedeutung des Sufetenamts entsprechende Bezeichnung Praetor, um gewisse Aspekte des karthagischen Sufetats zum Ausdruck zu bringen.

## Geschichte
Der Titel ist in Tyros seit dem 5. Jahrhundert v. Chr. nachgewiesen.
In Karthago lässt sich der Sufetat bis 410 in die Zeit des Hannibal (440–406 v. Chr., frühzeitlicher Herrscher, nicht mit Hannibal Barkas zu verwechseln), vielleicht sogar des Hamilkar (510–480 v. Chr.) zurückverfolgen. Möglicherweise gab es schon im 6. Jahrhundert v. Chr. Sufeten. Wahrscheinlich stand Karthago ursprünglich unter der Aufsicht eines Statthalters (skn), der im Namen des Königs von Tyros agierte. Als sich die Stadt im 8./7. Jahrhundert v. Chr. politisch emanzipierte, ersetzte möglicherweise ein König (mlk) den Statthalter. Im 6. Jahrhundert v. Chr. scheinen dann ein Richter (špṭ) oder zwei Richter (špṭm) die Macht übernommen zu haben. Generell wird das Erscheinen von zwei jährlich gewählten Sufeten Ende des 4. Jahrhunderts v. Chr. oder im 3. Jahrhundert v. Chr. angenommen. Es galt das Prinzip der Kollegialität und der Annuität. In den langen Kämpfen von etwa 520 v. Chr. bis 300 v. Chr. scheint sich der Charakter des Amtes kaum geändert zu haben.
Als Amtsbezeichnung und Ehrentitel hielt sich der Sufetat wie andere punische Einrichtungen bis in die römische Kaiserzeit.

## Kompetenzen
Die Sufeten wurden von Volksversammlungen jährlich gewählt.
Die Feststellung der Zahl der jährlich amtierenden Sufeten bereitet Schwierigkeiten. Dass der Doppelsufetat zumindest zeitweise in Kraft gewesen ist, lässt sich vielleicht bereits aus den Stellen ersehen, in denen die Sufeten mit den spartanischen Königen und den römischen Konsuln auf eine Stufe gestellt werden. Deutlich wird dies von Cornelius Nepos ausgesprochen. Bestätigt wird diese Annahme durch karthagische Dokumente, in denen nach zwei Sufeten datiert wird. Doch scheint die Zweizahl nicht vom Beginn bis zum Ende des Sufetats beibehalten worden zu sein. Zeitweise dürfte es vier Sufeten gegeben haben.
Dass der Sufetat, zumindest in der historisch fassbaren Zeit, das Kennzeichen der Annuität besaß, liegt aufgrund von Notizen von Nepos und Zonaras nahe. Zur Sicherheit wird die Annahme, wenn man die verhältnismäßig zahlreichen epigraphischen Dokumente berücksichtigt, in denen nach dem št (= Jahr) von Sufeten datiert wird. Über die Befugnisse der meist zwei Sufeten sind wir nur zu einem Teil informiert. Aus der Wiedergabe der Amtsbezeichnung Sufet mit „König“ (βασιλευς bzw. rex) lassen sich nur vage Rückschlüsse auf die Machtbefugnisse der Amtsinhaber ziehen.
Sie waren die obersten Staatsbeamten. Öffentlich vertraten sie als summus magistratus (Livius, deutsch „oberste Behörde“) die staatlichen Belange nach außen. Sie scheinen im zwischenstaatlichen Verkehr über bedeutende Machtbefugnisse verfügt zu haben, denn sonst wäre die Verwendung des Wortes βασιλευς bzw. rex unverständlich. In welchem Maß sie staatlichen Kontrollen unterworfen waren, lässt sich an diesen beiden Bezeichnungen nicht ablesen.
Sie leiteten den häufig als Senat bezeichneten karthagischen Rat, hatten den Vorsitz und Vortrag im Rat, sie besaßen das Recht zu dessen Einberufung und zur Vorlage von Anträgen an den Rat. Bei der Gesetzgebung spielten sie ebenfalls eine entscheidende Rolle. Aller Wahrscheinlichkeit hatten sie auch das Recht, die Volksversammlung einzuberufen, außerdem wissen wir von keinen anderen Beamten, die dafür in Frage gekommen wären. Auch die Staatsfinanzen scheinen letzten Endes von ihnen überwacht worden zu sein, unterstützt durch einen dem römischen Quästor vergleichbaren Beamten.
Die staatlichen Belange setzten sie durch Polizeikräfte durch, deren oberste Vorgesetzte sie selbst gewesen zu sein scheinen. Wie schon der Name špṭ (Richter) bzw. meddix tuticus vermuten lässt, stand das Gerichtswesen weitgehend unter ihrer Aufsicht. Sie hatten nicht selten auch den Oberbefehl im Krieg. Die große Bedeutung ihrer Stellung ist daran ersichtlich, dass sie wie die „Großen“ (rab) im republikanischen Karthago das Amt innehatten, das in alt-ostphönikischer Zeit dem König vorbehalten gewesen zu sein scheint, das Amt des mqm ’lm, also des Erweckers des Gottes Melkart (mlqrt).